# Château Bélair
Pour les articles homonymes, voir Bélair.
Cet article possède un paronyme, voir Château Bel Air.
 (juillet 2022).
Si vous disposez d'ouvrages ou d'articles de référence ou si vous connaissez des sites web de qualité traitant du thème abordé ici, merci de compléter l'article en donnant les références utiles à sa vérifiabilité et en les liant à la section « Notes et références ».
Le Château Bélair est un domaine viticole de 12,5 ha situé à Saint-Émilion en Gironde. En AOC saint-émilion grand cru, il fut classé premier grand cru classé B dans tous les classements des vins de Saint-Émilion.
En 2008, à la suite de son acquisition par les Établissements Jean-Pierre Moueix, le vignoble fut rebaptisé Château Bélair-Monange.

## Histoire du domaine
Au XIVe siècle, le château est la propriété du grand sénéchal et gouverneur de Guyenne Robert de Knolles. Les descendants de Knolles restent dans la région après le retour de l'Aquitaine dans le giron français, et francisent leur nom qui devient Canolle. Le domaine est alors appelé Cru de Canolle, avant de devenir Bélair. Confisqué à la Révolution française, le domaine est restitué, et domine Saint-Émilion au cours du XIXe siècle.
Le domaine passe en 1916 dans la famille Dubois-Challon. Classé premier grand cru classé depuis 1954, il a toujours été reconnu pour l'élégance de ses vins. Pascal Delbeck, ancien directeur, hérite du vignoble, avant de le céder aux Établissements Jean-Pierre Moueix en 2008. 
En hommage à Madame Jean Moueix (mère de Jean-Pierre Moueix), née Adèle Monange, première femme de la famille arrivée de Corrèze à Saint-Émilion, le cru est renommé Château Bélair-Monange à partir du millésime 2008.

## Terroir
Le point culminant du plateau de Saint-Émilion est de nature calcaire alors que le haut des côtes orientées sud est de nature argilo-calcaire (sur des molasses et du limon). L'encépagement est constitué à 85 % constitué de merlot et 15 % de cabernet franc avec des vignes de 40 ans d'âge moyen plantées à une densité de 6 500 pieds/ha. Les rendements sont de 30 hl/ha. La taille effectuée est en guyot simple. Les sols sont travaillés aux quatre façons[pas clair], permettant un contrôle naturel de l'herbe. Le raisin est vendangé à la main et en cagettes, puis trié sur table optique. 

## Vin
Les vinifications sont respectueuses du fruit, sans méthode brutale de sur-extraction. L'élevage est réalisé en barriques neuves à 40 % et d'un an pour le reste. Le domaine produit 18 000 bouteilles/an.